# Голак (защитена зона)
Вижте пояснителната страница за други значения на Голак.
Голак е защитена зона от Натура 2000 по директивата за местообитанията. Обхваща площ 10 930,51 ha в Ихтиманска Средна гора. Разположена е в землищата на градовете Белово и Ветрен и селата Аканджиево, Габровица, Дъбравите, Момина клисура, Сестримо, Горно вършило, Голак, Горна Василица и Долна Василица. Обявена е на 16 октомври 2007 г.

## Цели на опазване
Целите на опазване в защитената зона са:
- Запазване на площта на природните местообитания и местообитанията на видове и техните популации, предмет на опазване в рамките на защитената зона;
- Запазване на естественото състояние на природните местообитания и местообитанията на видове, предмет на опазване в рамките на защитената зона, включително и на естествения за тези местообитания видов състав, характерни видове и условия на средата;
- Възстановяване при необходимост на площта и естественото състояние на приоритетни природни местообитания и местообитания на видове, както и на популации на видовете, предмет на опазване в рамките на защитената зона.[2]

## Предмет на опазване
В защитена зона Голак се опазват местообитанията на храсталаци с Juniperus spp., отворени калцифилни или базифилни тревни съобщества от Alysso-Sedion albi, полуестествени сухи тревни и храстови съобщества върху варовик(Festuco-Brometalia), низинни сенокосни ливади, силикатни скали с пионерна растителност от съюзите Sedo-Scleranthion или Sedo albiVeronicion dillenii, неблагоустроени пещери, букови гори от типа Luzulo-Fagetum, букови гори от типа Asperulo-Fagetum, термофилни букови гори (Cephalanthero-Fagion), дъбово-габърови гори от типа Galio-Carpinetum, смесени гори от съюза Tilio-Acerion върху сипеи и стръмни склонове, източно субсредиземноморски сухи тревни съобщества, източни гори от космат дъб, панонски гори с Quercus petraea и Carpinus betulus, балкано-панонски церово-горунови гори, мизийски букови гори, мизийски гори от сребролистна липа. Опазват се и животинските видове видра (Lutra lutra), широкоух прилеп (Barbastella barbastellus), европейски вълк (Canis lupus), дългокрил прилеп (Miniopterus schreibersi), дългоух нощник (Myotis bechsteini), остроух нощник (Myotis blythii), дългопръст нощник (Myotis capaccinii), трицветен нощник (Myotis emarginatus), голям нощник (Myotis myotis), средиземноморски подковонос (Rhinolophus blasii), южен подковонос (Rhinolophus euryale), голям подковонос (Rhinolophus ferrumequinum), малък подковонос (Rhinolophus hipposideros), подковонос на Мехели (Rhinolophus mehelyi), кафява мечка (Ursus arctos), пъстър пор (Vormela peregusna), жълтокоремна бумка (Bombina variegata), обикновена блатна костенурка (Emys orbicularis), шипобедрена костенурка (Testudo graeca), шипоопашата костенурка (Testudo hermanni), голям гребенест тритон (Triturus karelinii), маришка мряна (Barbus plebejus), ручеен рак (Austropotamobius torrentium, бисерна мида (Unio crassus), обикновен сечко (Cerambyx cerdo), бръмбар рогач (Lucanus cervus), буков сечко (Morimus funereus) и алпийска розалия (Rosalia alpina).